# Pyropelta yamato
Pyropelta yamato is een slakkensoort uit de familie van de Pyropeltidae. De wetenschappelijke naam van de soort is voor het eerst geldig gepubliceerd in 2003 door Sasaki, Okutani & Fujikura.